# Dromiciops gliroides
Monito del monte
Ne pas confondre avec le félin sud-américain Colocolo.
Genre
Espèce
Statut de conservation UICN

 NT  : Quasi menacé
Le Monito del monte (Dromiciops gliroides) est un mammifère marsupial, seul représentant vivant de l'ordre des Microbiotheria. On ne le trouve qu'au Chili et en Argentine.

## Dénominations
En espagnol, monito del monte en espagnol signifie littéralement « petit singe de la montagne ». Il est également appelé colocolo, chumaihuén ou perrito de virtud (en français chiot de vertu)[réf. nécessaire].

## Caractéristiques physiques
Le dromiciops ou colocolo est à peine plus grand qu'une souris commune ; il atteint 13 cm de long, auxquels il faut ajouter quelques centimètres supplémentaires pour sa queue préhensile. Il peut peser jusqu'à 40 grammes. Il a un pelage dense et doux, de couleur brune grisacée ou baie, avec la partie ventrale blanchâtre ; il y a des franges obscures sur les épaules et les flancs, et des taches noires autour des yeux. Les oreilles sont arrondies, courtes et velues. Il a le museau très pointu et un pouce opposable. Son corps est bien adapté au froid.

## Répartition
On ne connaît pas avec précision sa distribution géographique. Mais on sait qu'on le trouve dans les bois humides du sud du Chili, entre les 36° et 43° degrés de latitude sud, dans l'Isla Grande de Chiloé, dans la Cordillère de la côte chilienne, dans la vallée centrale chilienne et dans la Cordillère des Andes. Il habite aussi dans certaines régions de l'Argentine toute proche, plus précisément dans l'ouest des provinces de Neuquén, de Río Negro et de Chubut, dans les zones proches des parcs nationaux du lac Nahuel Huapi et du volcan Lanín.

## Habitat et habitudes
Il habite des zones boisées dans des nids faits de feuilles de quila.

## Mode de vie
Dromiciops gliroides est nocturne et arboricole. Il grimpe dans les arbres à l'aide de ses larges pattes et de sa  grosse queue préhensile. 
Pendant l'hiver, il entre en hibernation, raison pour laquelle il accumule en automne de la
graisse qui se dépose dans sa queue en vue de suffire à tout l'hiver ; son métabolisme rapide lui permet d'accumuler rapidement des réserves, doublant son poids en une seule semaine, si les conditions sont favorables. 

## Alimentation
Il se nourrit principalement d'insectes et de larves qu'il trouve sur les branches et dans les anfractuosités de l'écorce des arbres. Il consomme également des fruits durant l'été austral.

## Reproduction
Cette espèce se reproduit une fois par an, les couples se forment durant l'hiver austral (d'août à septembre). La femelle construit un petit nid (d'environ 20 cm de diamètre) à partir de bouts de bois et de bambou, il est situé à 1 ou de 2 m du sol. Les petits, dont le nombre varie de 1 à 5,  naissent 3 à 4 semaines après l'accouplement. Leur mère les dépose alors dans son marsupium, dans lequel ils resteront environ deux mois. La femelle ne possède que 4 tétons dans son marsupium, elle ne peut donc nourrir que 4 petits à la fois. Des portées de 5 petits ont cependant été observées. Les petits commencent à sortir occasionnellement du marsupium de leur mère en décembre, ils sont complètement indépendants en mars. Ils atteignent la maturité sexuelle à 2 ans.

## Nomenclature et systématique
L'ordre des  Microbiotheria, un rameau des marsupiaux plus apparenté avec ceux d'Australie qu'avec ceux d'Amérique du Sud, ne comporte plus qu'une seule espèce actuellement : Dromiciops gliroides.
Tous les autres membres connus de l'ordre se sont éteints entre l'Oligocène et le Miocène. On ignore si les ancêtres du colocolo sont arrivés en Amérique depuis l'Australie, ou bien s'y trouvaient depuis l'époque où les deux continents étaient réunis et formaient le Gondwana.